# Arnold Belgardt
Arnold Artúrovitx Belgardt (en rus Арнольд Артурович Бельгардт) (Leningrad, 29 de gener de 1937 - 26 de febrer de 2015) va ser un ciclista soviètic, d'origen rus, que va córrer durant els anys 50 i 60 del segle xx.
El 1960 va prendre part en els Jocs Olímpics de Roma, en què guanyà una medalla de bronze en la prova de persecució per equips, junt amb Víktor Romànov, Leonid Kolumbet i Stanislav Moskvín.